# Ивановка (Знаменский район)
Ивановка — упразднённая в 1978 году деревня в Знаменском районе Тамбовской области. Входила в состав Покрово-Марфинского сельсовета.
С 1861 по 1928 год деревня входила в состав Покровско-Марфинской волости Тамбовского уезда. С 1928 по 1959 год — в Покрово-Марфинский сельсовет Покрово-Марфинского района.

## География
Деревня располагалась в 4 км к юго-западу от Покрово-Марфино, 33 км к западу от Знаменки и в 40 км к юго-западу от Тамбова. Располагалась к низу протекающего Сергиевского ручья.

## История

### XIX век
Известно, что, в 1831 году, когда основывалась Ивановка, на её месте проживали три семьи (Казьмин Парфен, Кириллов Наум и Игнатов Степан).
Деревня Ивановка впервые упоминается в ревизской сказке 1834 года по Тамбовскому уезду. Как Принадлежащая жене помещика Ефима Егоровича Конополина - коллежской секретарше Мелании Егоровне (13 дворов, крепостных мужского пола - 65, женского - 52, в их числе: Казьмин Панфил, Кириллов Наум, Копылов Григорий, Елисеев Фатей, Игнатов Климон, Козлов Афанасий. Коноплин переселил сюда своих крепостных крестьян из деревни Савинские Кусты Пермской губернии в 1831 году.
Деревня упоминается, как сельцо в X ревизии, тогда в 1856 году деревня насчитывала 17 крестьянских дворов с населением мужского пола:  —  93. Население женского пола — 93 душ, всего 186 жителей. Тогда деревня уже принадлежала помещице Надежде Ивановне Житовой, также владелице соседней деревни 2-й Сергиевки.
Список населённых мест Тамбовской губернии по сведениям 1862 года описывает деревня Ивановка Тамбовского уезда 4-го стана, по правую сторону Воронежского транспортного тракта на г. Усмань, при пруде. Число дворов - 4, население мужского пола - 28, женского - 27.
В 1884 году, согласно подворной переписи деревня насчитывала 35 крестьянских дворов (из них 6 аршинных - 8, 7 арш. - 14, 8 арш. - 10, 9 арш. - 1), ж.п. 11, м.п. 94, всего 111 жителей, из них 9 грамотных мужчин.
В 1898 году деревня насчитывала 229 жителей.

### XX век
Лиц владеющими наделами на 1904 г. - 63. Бывший владелец крестьян - Слепнева.
Согласно епархиальным сведениям 1911 года, в то время в деревне насчитывалось 44 крестьянских двора с населением: мужского пола - 127, женского пола - 137 человек.  Относилась к церковному приходу села Покрово-Марфино, в 5 верстах от неё. Форма землевладения - подворно-наследственное. Количество земли надельной - 204, купленной - 299.
В 1914 году деревня насчитывала 302 жителя. Престольный праздник 1 октября.
Выборы в Учредительное собрание в деревне проходили с 12 по 14 ноября 1917 года с 8 утра до 8 вечера. Сама Ивановка была центром 4-го избирательного округа Покровско-Марфинской волости (куда помимо Ивановки входили 2 Сергиевки и Дмитриевка), где принимались и считались голоса. Члены избирательной комиссии: председатель И. И. Волчихин, секретарь А. Лаврентьева, члены И. А. Ментюков и И. В. Кожухин. Всего находился 1 закрытый избирательный ящик для избирательных записок, было выделено одно помещение. 14 ноября в 2 часа дня подача голосов была объявлена законченной и было объявлено всем лицам, что они могут присутствовать при счёте голосов. Для оказания помощи при подсчёте были приглашены: Иван Степанович Лаврентьев и Сергей Фёдорович Лаврентьев. В итоге в избирательный список было внесено 602 избирателя. Тем самым, явка составила 77%.Большинство населения единогласно отдало голоса за эсеров. Выборы прошли без каких либо нарушений.
По данным Всесоюзной переписи 1926 года деревня насчитывала 63 домохозяйства, с населением женского пола — 173, мужского — 200, всего 373 жителя.
В 1932 году - 410 жителей.
В 1941 году в деревне насчитывалось 62 домохозяйства.
Решением исполкома областного Совета от 22 марта 1978 года № 132 исключена из перечня населенных пунктов области.

## Фамилии
Большинство жителей получило фамилии вскоре после Отмены Крепостного права, в раннем конце XIX века. Многие фамилии, почти без изменений, дошли до наших дней: Владимировы, Завидоновы, Лаврентьевы, Мироновы, Ментюковы, Николаевы, Никитины, Поляковы, Семёновы, Щеголёвы.
Самые распространённые по количеству жителей, являются, несколько крестьянских родов, дошедших до наших дней: Завидоновы, Лаврентьевы.